# علاقات الدولة العثمانية الخارجية

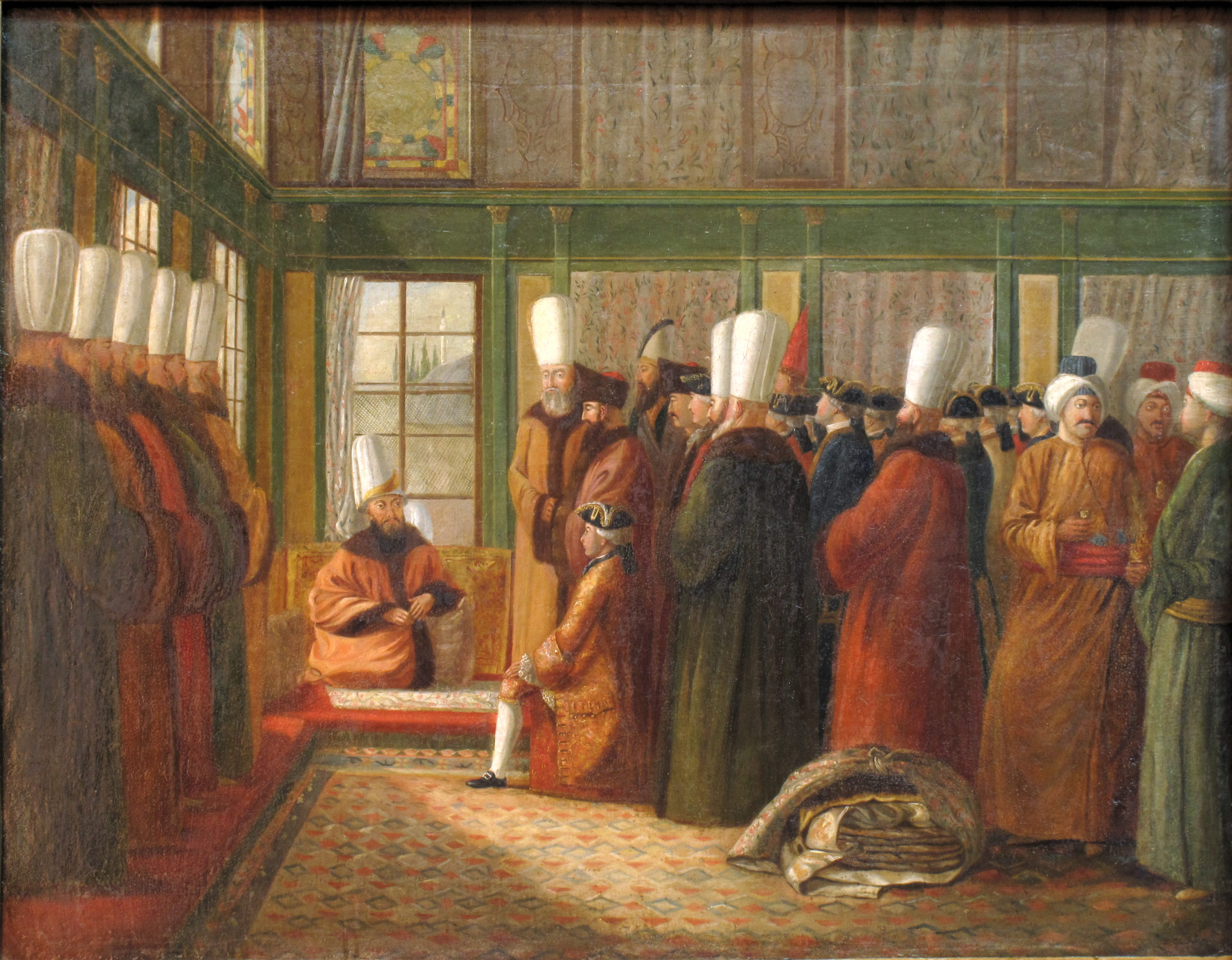
رسم لأنطوان دي فافراي يُظهر سفير فرنسا في القسطنطينية، تشارلز جرافييه، كونت فيرغينيس، مع كبار وزراء الإمبراطورية العثمانية

تميزت علاقات الدولة العثمانية الخارجية بالتنافس مع الإمبراطورية الفارسية من الشرق، وروسيا من الشمال، والنمسا من الغرب. بدأت الإمبراطورية تفقد سيطرتها على الأقليات الأوروبية بعد عام 1800، إذ كانت اليونان أول من يعلن تحرره، تلتها صربيا. خسرت الإمبراطورية مصر في 1798-1805. في أوائل القرن العشرين، ضمت الإمبراطورية النمساوية المجرية البوسنة والهرسك، وسرعان ما أُعلَن الاستقلال البلغاري بعد ذلك. خسر العثمانيون كل أراضيهم الأوروبية تقريبًا في حرب البلقان الأولى (1912-1913). تحالفت الإمبراطورية العثمانية مع ألمانيا في الحرب العالمية الأولى وخسرت. نجح البريطانيون في حشد القومية العربية، وبذلك فقدت الإمبراطورية العثمانية سطوتها على البلدان العربية، وسرعان ما انهارت في أوائل العشرينات من القرن الماضي.

## هيكل الإمبراطورية
كان الهيكل الدبلوماسي للإمبراطورية العثمانية غير تقليدي ومختلف في نواح كثيرة عن نظيره الأوروبي. كان ما يسمّونه برئيس الكتّاب يدير الشؤون الخارجية، ولديه أيضًا واجبات أخرى. أُنشئَت وزارة الخارجية في عام 1836.

### الأمور المالية
بعد خوض 1600 معركة كبّدت الخزانة مصاريف باهظة، لم يكن للإمبراطورية نظام ضرائب فعال. اعتمد الباب العالي على القروض من التجار وجباية الضرائب الزراعية، إذ كان أعيان المنطقة يجمعون الضرائب من المزارعين، ويحتفظون بحصتهم. يحصل الرابح في الحرب على أراضٍ جديدة، وعادةً ما تبقى القيادة المحلية على حالها، ما يختلف هي الجهّة التي تقّدم لها الضرائب (الطرف الرابح). غالبًا ما كان الخاسر في الحرب يدفع تعويضات نقدية للطرف الرابح، ويستعيد الأخير التكاليف التي تكبدها في الحرب.

### السفراء
عادة ما كان يُعيَّن سفراء الدولة العثمانية على أساس مؤقت ومحدود، على عكس السفراء المقيمين الذين ترسلهم الدول الأوروبية الأخرى، إذ أرسل العثمانيون 145 مبعوثًا مؤقتًا إلى البندقية بين عامي 1384 و1600، كان يوسف آغا أفندي أول سفير عثماني مقيم في لندن عام 1793.
بدأ السفراء بالوصول إلى الدولة العثمانية بعد وقت قصير من سقوط القسطنطينية. كان بارتليمي مارسيلو من البندقية أولّهم في عام 1454. وصل السفير الفرنسي جان دي لا فوريت لاحقًا في عام 1535. حاول سفراء البندقية وفرنسا في عام 1583 منع ويليام هاربورن الإنجليزي من الإقامة في إسطنبول، لكن مساعيهم لم تجدِ نفعًا. كررت البندقية وفرنسا وإنجلترا هذه الخطوة في محاولة لمنع السفير الهولندي كورنيليوس هاغا عام 1612.

### الامتيازات الأجنبية في الدولة العثمانية
كانت الامتيازات الأجنبية عبارة عن صفقات تجارية مع دول أخرى، وممارسة تميّزت بها الدبلوماسية الإسلامية وتبناها الحكام العثمانيون. من الناحية القانونية والفنية هي اتفاقيات أحادية الجانب أبرمها السلطان مع التجّار. كانت هذه الاتفاقيات مؤقتة وقابلة للتجديد من قبل السلاطين اللاحقين. يعود أصلها إلى هارون الرشيد وعلاقاته مع ممالك الفرنجة، ولكنها اُستخدمَت أيضًا من قبل كل من خلفائه والإمبراطورية البيزنطية.
في يونيو 1580 جاءت أول اتفاقية امتياز مع إنجلترا. حصلت إنجلترا على امتيازات كانت تقتصر في السابق على فرنسا والبندقية. وسّع الباب العالي الحقوق الإنجليزية خارج الحدود الإقليمية من خلال تجديد الامتيازات وتوسيع نطاقها بالتتالي (في 1603 و1606 و1624 و1641 و1662 و1675).
كانت المعاهدة العثمانية الفرنسية لعام 1740 بمثابة ذروة النفوذ الفرنسي في الإمبراطورية العثمانية في القرن الثامن عشر. في السنوات التالية كان للفرنسيين مكانة لا ينازعهم عليها أحد في تجارة الشام وفي النقل بين الموانئ العثمانية. كان من المفترض أن تعوّض الامتيازات العثمانية للقوى الأوروبية مثل بريطانيا، وهولندا (1737)، ومملكة الصقليتين (1740)، والدنمارك (1756)، وبروسيا (1761) وتوازن الامتيازات الممنوحة لفرنسا في 1740.

## التنظيم العسكري
أنشأ السلطان سليم الثالث في 1789 إلى 1807 جيش أطلق عليه اسم النظام الجديد، ليحل محل الجيش الإمبراطوري غير الفعال الذي عفا عليه الزمن. اعتمد النظام القديم على الإنكشارية، الذين فقدوا فعاليتهم العسكرية إلى حد كبير. كان سليم يتبع عن كثب الأشكال العسكرية الغربية. وبالنتيجة أصبح الباب العالي يمتلك جيشًا فعالًا مدربًا أوروبيًا ومجهزًا بأسلحة حديثة، لكن لم يصل عدد الجنود فيه إلى 10000 جندي، في عصر كانت فيه الجيوش الغربية تجنّد أكثر من ذلك بعشر إلى خمسين مرة. علاوة على ذلك، كان السلطان يزعج القوى السياسية التقليدية الراسخة. نادرًا ما اُستخدِمت هذه القوّة العسكرية، إلّا ضد حملة نابليون العسكرية في غزة ورشيد. حُلَّ الجيش الجديد من قبل العناصر الرجعية عند الإطاحة بسليم عام 1807، لكنه أصبح نموذجًا للجيش العثماني الجديد الذي أُنشِئ لاحقًا في القرن التاسع عشر.

## 1200-1500
في عام 1250 للميلاد، بسط المغول سلطتهم على الأتراك السلاجقة، الذين فقدوا السيطرة على الأناضول. بحلول عام 1290، فرض عثمان الأول سيادته على القبائل التركية المجاورة، مشكلًا بداية الإمبراطورية العثمانية. كانت الإمبراطورية البيزنطية تتقلص، لكنّها حافظت بقوّة على عاصمتها القسطنطينية.
توسّع مجال سيطرة العثمانين بشكل متزايد، وبحلول عام 1400 شكّلوا جزءًا مهمًا من نظام الدول الأوروبية ولعبوا دورًا نشطًا في شؤونهم، ويرجع ذلك جزئيًا إلى فترات تطورهم المتزامنة. في 1413-1421، أعاد محمد الأول «الممهّد» تأسيس السلطة المركزية في الأناضول، ووسع الوجود العثماني في أوروبا بغزو وقالاشيا عام 1415. دمرت البندقية الأسطول التركي في غاليبولي عام 1416، حيث خسر العثمانيون حربًا بحرية. في عهد مراد الثاني (1421–1451) خاض العثمانيون حروب بحرية ناجحة مع البندقية وميلانو، وفقدت الإمبراطورية البيزنطية جميع أراضيها تقريبًا في الأناضول. فشل العثمانيون في محاولتهم غزو صربيا والمجر، وحاصروا القسطنطينية. أطلق مسيحيو أوروبا الوسطى الحملة الصليبية الأخيرة في 1443-1444، ودفعوا العثمانيين إلى خارج صربيا وفالاشيا (الأفلاق). انتهت هذه الحملة الصليبية بالهزيمة عندما انتصر العثمانيون في فارنا في نوفمبر 1444.
حقق محمد الفاتح (1444-1446 و1451-1481) أشهر انتصار في التاريخ العثماني عندما استولى جيشه أخيرًا في 29 مايو 1453 على القسطنطينية، وقضى بنصره هذا على آخر معاقل الإمبراطورية البيزنطية. بدأ العثمانيون في لعب دور أكبر في شبه الجزيرة الإيطالية. في عام 1494، التمست كل من البابوية ومملكة نابولي المساعدة مباشرةً من السلطان ضد ملك فرنسا تشارلز الثامن في الحرب الإيطالية الأولى. استمر العثمانيون في التوسع، وفي 28 يوليو 1499 فازوا بأكبر انتصار بحري على البندقية، في معركة ليبانتو الأولى.